# Maranhãozinho
Maranhãozinho este un oraș în unitatea federativă Maranhão (MA), Brazilia.